# Lambchop
I Lambchop (originariamente Posterchild) sono un gruppo musicale alternative country statunitense nato a Nashville nel 1986. Sono stati definiti "verosimilmente la band più coerentemente brillante e unica emersa negli Stati Uniti durante gli anni 90".

## Storia dei Lambchop
Il gruppo nacque sul finire degli anni '80 a Nashville come collettivo musicale che ruotava attorno alla carismatica figura e alla caratteristica voce del frontman Kurt Wagner.
Nel 1998 hanno collaborato con Vic Chesnutt per l'album The Salesman and Bernadette.

## Discografia

### Pubblicazioni come Posterchild
- 1992 An Open Fresca/A Moist Towlette (split con Crop Circle Hoax)

### Prime cassette
- 1990 Secret Secret Sourpuss
- 1992 Big Tussie
- 1993 Sorry About The Deformed Heart (split con Crop Circle Hoax e Spent)

### Album studio
- 1994 I Hope You're Sitting Down/Jack's Tulips
- 1996 How I Quit Smoking
- 1997 Thriller
- 1998 What Another Man Spills
- 2000 Nixon
- 2002 Is a Woman
- 2004 Aw Cmon
- 2004 No You Cmon
- 2006 Damaged
- 2008 OH (Ohio)
- 2012 Mr. M
- 2016 Flotus
- 2019 This (is what I wanted to tell you)
- 2020 TRIP
- 2021 Showtunes
- 2022 The Bible

### Raccolte
- 2001 Tools in the Dryer
- 2006 The Decline of the Country and Western Civilization (1993–1999)
- 2006 The Decline of Country and Western Civilization, Part 2: The Woodwind Years
- 2010 Broken Hearts & Dirty Windows: Songs of John Prine
- 2011 Turd Goes Back: Essential Tracks from Secret Secret Sourpuss & Big Tussie

### EPs
- 1996 Hank
- 2000 The Queens Royal Trimma (Live Royal Festival Hall, London – Tour Only)
- 2005 CoLab (con Hands Off Cuba)
- 2012 Mr. N

### Live albums
- 2009 Live at XX Merge

## DVD
- 2007 No Such Silence